# Andrea Fantini
Andrea Fantini (Ferrara, 1982) è un velista italiano, navigatore oceanico.

## Biografia
Si è laureato in Farmacia all'Università di Ferrara (corso di 5 anni).
Nel 2006 ha compiuto la sua prima traversata atlantica.
È noto per avere navigato con famose personalità e in importanti imbarcazioni. In particolare sono degne di nota le navigazioni di Andrea Fantini con l'equipaggio del Class40 e con quello del VOR70 Maserati capitanato da Giovanni Soldini.
Ha partecipato alle regate oceaniche più note come la Transat Jacques Vabre 2017 e la Route du Rhum 2018.
Il 17 marzo 2017 gli è stato consegnato il premio Andrea Bonfieni promosso dal Circolo Cinema Giorgio Bassani e dal Circolo Nautico Volano.